# Капитан Фракасс
«Капитан Фракасс» (Le Capitaine Fracasse) — самый популярный из историко-приключенческих романов французского писателя Теофиля Готье. Впервые опубликован в Париже в 1863 году с иллюстрациями Гюстава Доре и был впоследствии переведён на многие языки мира. Русские переводы выходили в 1895 и 1957 годах.

## Сюжет
Царствование Людовика XIII. Юный барон де Сигоньяк, представитель древнего, но захудалого гасконского рода, проживает в полуразрушенном замке предков, расположенном в окрестностях Дакса. Бедность и одиночество он коротает со своим преданным слугой, отставным солдатом-баском Пьером, обучающим своего господина фехтованию, а также старым охотничьим псом Миро и чёрным котом Вельзевулом. В дождливый осенний вечер в замке останавливается на ночлег труппа бродячих артистов. Актёры предлагают барону отправиться в Париж в поисках друзей его семьи. Он влюбляется в актрису Изабеллу и решает последовать с комедиантами в столицу.
В придорожной харчевне «Голубое солнце» актёры знакомятся с местным щёголем маркизом де Брюйером, человеком ветреным, но добросердечным, который приглашает их дать представление в своём замке. Изабелла же встречает там юную Чикиту — бродяжку, шпионящую на местного грабителя Агостена, который устраивает на пути в замок комедиантам неудачную засаду. После успешной постановки в замке Брюйер пьесы «Бахвальство капитана Матамора», маркиз увлекается субреткой Зербиной, в то время как супруга его кладёт глаз на юного актёра Леандра, отправившего ей любовное послание, перехваченное предусмотрительным супругом. Жеманница Зербина получает от хозяина замка заслуженные знаки внимания, в то время как Леандру приходится отведать палок от его слуг.
Покинув замок, труппа попадает в метель, во время которой замерзает насмерть исполнитель роли Матамора. Скорбящие актёры хоронят товарища, после чего де Сигоньяк решается на неслыханный для своего времени поступок — занимает место покойного, выходя над сцену как «капитан Фракасс». В дороге простодушная Изабелла рассказывает Сигоньяку, что является незаконнорожденной дочерью покойной актрисы и некого неназванного дворянина, оставившего ей на память фамильный перстень.
В Пуатье комедианты останавливаются в гостинице «Герб Франции», где Изабеллу пытается соблазнить молодой фат, герцог де Валломбрез. Оскорблённый барон вызывает его на дуэль и умышленно наносит рану в руку, чтобы тот не мог продолжать драться. Однако честолюбивый герцог не оставляет планов завладеть красоткой, невзирая на уговоры своего осмотрительного наперсника — кавалера де Видалена. Он пытается выкрасть её из парижской гостиницы, подослав к барону наёмного убийцу Жакмена Лампурда — известнейшего бретёра, которому, однако, не удаётся выполнить поручение, так как его противник фехтует, как минимум, не хуже него, после чего щепетильный наёмник демонстративно возвращает деньги знатному заказчику. 
Честолюбивый герцог не оставляет своего плана, наняв в харчевне «Королевская редиска» целую банду разбойников с большой дороги. В конце концов, он похищает Изабеллу и содержит в своём замке, навязывая ей свою любовь. С помощью друзей-комедиантов барону Сигоньяку удаётся проникнуть в замок и вступить в схватку с герцогом и нанятыми им для охраны красавицы головорезами. В завязавшемся поединке он опасно ранит Валломбреза. Неожиданное появление в замке принца Валломбреза, отца герцога, ставит всё на свои места. По фамильному перстню на руке Изабеллы выясняется, что она — внебрачная дочь старого Валломбреза и, следовательно, приходится своему похитителю родной сестрой. В разговоре со счастливо обретённой дочерью, удостоенной им титула графини де Линейль, престарелый принц с уважением вспоминает отца юного барона — Рэмбо де Сигоньяка, сподвижника Генриха IV Наваррского, которому расстроенные дела в своё время не позволили последовать с покойным королём в столицу.
Возвратившегося в свой родовой замок юного Сигоньяка посещает буквально чудом выздоровевший герцог Валломбрез, предложивший ему руку сестры. Оба дворянина скачут в столицу, где, тем временем, разворачивается новая трагедия. Разбойник Агостен некстати попадает в лапы правосудия, которое приговаривает его к четвертованию на Гревской площади, и, чтобы избавить своего возлюбленного от мучений, ловкая Чикита на глазах собравшейся толпы закалывает его собственной навахой, незаметно подобравшись к плахе, а затем скрывшись в карете Валломбреза. В замке герцога Изабелла с радостью принимает от Чикиты услуги в качестве служанки.
Приключения героев заканчиваются примирением герцога с бароном, который с радостью берёт в жены Изабеллу. Богато одарив бывших товарищей-комедиантов, чета Сигоньяков обустраивает в родовом гнезде семейный быт. Вскоре барон при мистических обстоятельствах находит в замке богатый клад своих предков, копая во дворе могилу для своего старого кота Вельзевула…

## Экранизации
Роман неоднократно ставился на французской сцене. В 1965 г. Ариана Мнушкина поставила спектакль «Капитан Фракасс» в парижском театре Рекамье. Существует также несколько киноверсий книги:
- «Капитан Фракасс» — фильм 1909 г.
- «Капитан Фракасс» — фильм 1928 г.
- «Капитан Фракасс» — фильм 1943 г., режиссёр Абель Ганс
- «Капитан Фракасс» — французский фильм 1961 г. с Жаном Марэ в главной роли
- «Капитан Фракасс» — советский фильм 1984 г. с Олегом Меньшиковым в главной роли
- «Путешествие капитана Фракасса» — итальянский фильм 1990 г. с Венсаном Пересом в главной роли
- «Капитан Фракасс» — французский мультсериал 1999 г.